# Q10 Tankbuster
Q10 Tankbuster, scritto anche Q10 Tank Buster in alcune schermate, è un videogioco sparatutto a scorrimento aereo pubblicato nel 1992 per Amstrad CPC, Commodore 64 e ZX Spectrum dall'editrice britannica Zeppelin Games, nella fascia di prezzo economica. Il velivolo protagonista è ispirato all'aereo da attacco A-10, anche soprannominato Tankbuster (anticarro), e l'ambientazione è una guerra imprecisata nella zona del Mediterraneo.

## Modalità di gioco
Il gioco è un ordinario sparatutto a scorrimento orizzontale continuo verso destra. L'aereo del giocatore si muove in tutte le direzioni e spara proiettili verso destra; quando vola verso il basso può sganciare bombe, illimitate, mentre anche la direzione dell'arma primaria si inclina verso terra.
Ci sono più livelli con scenari variabili, tra cui campagna, costruzioni, palmeti e acque, che fanno solo da sfondo senza ostacoli. In cielo si affrontano caccia ed elicotteri, che arrivano a ondate predefinite, a terra carri armati e altri veicoli e artiglieria. Al termine di ogni livello lo scorrimento si ferma e si affronta un boss sotto forma di un enorme velivolo di vari tipi.
Gli elicotteri di un particolare tipo rilasciano power-up quando distrutti. Nelle versioni Amstrad e Spectrum (complessivamente più simili tra loro, sebbene solo quella Spectrum abbia la visuale monocromatica) il primo power-up raccolto aggiunge un minuscolo aereo che vola sopra il protagonista e spara all'unisono, ma può essere distrutto; il secondo aggiunge un altro aereo che vola sotto; i successivi agiscono da smart bomb. Nella versione Commodore ci sono invece power-up variabili, come armi speciali, invincibilità temporanea e vite extra.

## Critica
Le recensioni sulla stampa dell'epoca furono molto variabili. La versione Commodore 64 in particolare venne giudicata abbastanza negativamente dalle riviste britanniche Zzap!64 83 e Commodore Format 20, che notarono tra l'altro la possibilità di battere il gioco in modo "antisportivo", mantenendo l'aereo sostanzialmente fermo in una posizione particolare.